# Tancacha
Tancacha es una localidad que se encuentra en el centro de la provincia de Córdoba, Argentina, en el departamento Tercero Arriba.
Según Indec 2022 tenía 5638 habitantes y se encuentra situada sobre la Ruta Provincial 6 (Córdoba), a 100 km de la Ciudad de Córdoba.

## Historia
La localidad fue fundada el 15 de octubre de 1913, cuando se terminó de construir la estación ferroviaria. Asimismo, la fiesta patronal se celebra el mismo día en honor a Santa Teresa de Jesús.

### Toponimia
El nombre de la localidad resulta de la contracción de las palabras Tankay (empujar) y Kancha (pista de juegos, sitio, corral). Es decir "Cancha para el juego de empujar o pechadas", juego practicado por los aborígenes que habitaron la zona. Dicho juego contaba con dos bandos enfrentados que se empujaban mutuamente y ganaba aquel que volteaba al contrario o lo hacía retroceder una distancia convenida. Cuenta la leyenda que Tancacho, un cacique indio que luchó bravamente contra los colonizadores, ganó fama por el empeño que puso en ello a tal punto que su nombre perduró con los años. En la zona, un lugar recibió el nombre de "Pocitos de Tancacha", y posteriormente una estancia fue llamada Tancacho. El nombre "Tancacha" se debe a que cuando José María Ferreyra, en el año 1877 compró una estancia en la zona, la bautizó como “Estancia Tancacho”.
Más tarde, con la construcción del ferrocarril, los ingleses que lo construían decidieron ponerle ese nombre a la estación del pueblo pero feminizándolo, se cree que por una deformación fonética debido al defectuoso español de quienes tendían los rieles.

## Escudo
El escudo que luce en el presente la localidad de Tancacha sigue la tradición y considera la existencia del legendario cacique. En una nota de fecha 22 de junio de 1965 la Junta de Genealogía y Heráldica, con sede en Capital Federal, se dirige al señor Francisco García, Secretario General del Centro de Empleados de Comercio de Tancacha, promotor de la creación del escudo, y expresa: 

"Tenemos el agrado de dirigirnos a Ud. acusando recibo de sus atentas cartas del mes de mayo y el 3 de julio en las que se nos pide la composición de un escudo para Tancacha.

Respecto a ello, tenemos el gusto de incluirle el boceto que fue aprobado por el Colegio Heráldico en esta. Su descripción y significación heráldica es la siguiente: En campo de gules una cruz de plata y brochante, sobre su palo una flecha de sinople, con la punta hacia arriba, acostada de dos rosas heráldicas de gules, botonadas de oro y foliadas de sinople, brochante en faja sobre brazos laterales.

Como cimera, un burlete de cuatro órdenes de gules y plata con una cruz de plata y brochante, sobre ella, una rosa heráldica similar a las del escudo. La cruz es la de la fe, la flecha representa el cacique Tancacho que dio nombre a la población y las rosas simbolizan a Santa Teresa de Jesús, santa patrona de la villa".

## Bandera
Consta de tres campos de distintos colores que están separados entre sí por una pequeña línea blanca.
El color celeste representa la bandera argentina y a nuestra patria.
El color rojo representa el escudo de Tancacha y a nuestros inmigrantes, tomando para ello el color que tiene la bandera de España, Italia y gran parte de los países de donde provenían.
El color verde representa la tierra fértil y apta para la agricultura, principal recurso de la localidad.
El círculo amarillo representa el sol naciente, símbolo de pueblo pujante y lo cruza una flecha que identifica al aborigen, primitivo habitante natural de estas tierras.
Las líneas blancas paralelas representan las vías del Ferrocarril y Estación Tancacha, cuya fecha de inauguración dio fecha oficial a la fundación de la localidad, el 15 de octubre de 1913.

## Economía
- Es una localidad agrícola ganadera por excelencia, siendo ésta la sede de una de las principales empresas de acopio de granos de América del Sur y del mundo: la aceitera Bunge Argentina, que posee en la zona una planta de acopio y procesamiento de granos con una superficie de varias hectáreas, donde se fabrica aceite, pellet, harinas y lecitinas de soja. La localidad también cuenta con pymes locales de procesamiento de cereal, donde encontramos a Molyagro S.A y Alimentos Tancacha S.A con participación accionarial de las familias Gentili y Gioda, que es una fábrica de aceite de soja y expeller con proyecto de producción de biodiésel.

- Los principales cultivos son: soja, maíz, maní, trigo, sorgo, avena.

- Los servicios para los productores de estos cereales están dado por tres acopiadoras: Agricultores Unidos de Tancacha, Hesar Hnos S.A y Acosta Cereales S.A.

- Además en la localidad hay un importante número de empresas familiares y pymes relacionado con la metalúrgica y montaje industrial.

- La industria de la zona está estrechamente relacionada con el campo.

- Existen en la localidad 1.660 viviendas.

## Educación

### Escuelas Primarias
- Escuela José María Paz.
- Instituto Santiago Ramón y Cajal.
- Escuela General José de San Martín.

### Escuelas Secundarias
- IMB Instituto Manuel Belgrano.
- Instituto Santiago Ramón y Cajal.
- CENMA Río Tercero Anexo Tancacha.
- Escuela Experimental PRoA Tancacha.

### Escuelas Especiales
- Escuela Especial Tancacha

## Clubes
- Club Deportivo Huracán de Tancacha
- CARIB, Centro Artístico Recreativo Instituto Belgrano

## Parroquias de la Iglesia católica en Tancacha
| Diócesis  | Villa María           |
| --------- | --------------------- |
| Parroquia | Santa Teresa de Jesús |